# Thomson Junction
Koordinaten: 18° 20′ S, 26° 27′ O
Thomson Junction ist eine Bahnstation in der Provinz Matabeleland North in Simbabwe an der Bahnstrecke Bulawayo–Victoria Falls-Livingstone/Sambia. Hier befindet sich ein Rangierbahnhof sowie der Übergabebahnhof zur Kohlebahn der Hwange Colliery (früher: Wankie Colliery), die das größte Kohlerevier Simbabwes erschließt. Die Kohlebahn bringt mit eigenen Lokomotiven die Kohlezüge aus dem Revier, die dann die Staatsbahn NRZ übernimmt und an die Abnehmer im ganzen Land, vor allem an Kraftwerke, liefert.
Noch in den 1990er Jahren wurden alle Zugleistungen durch Dampflokomotiven des Typs Garratt erbracht. Die Lokomotiven wurden im hiesigen Depot mit Wasser und Kohle versorgt. Auch Wartungsarbeiten und Reparaturen wurden bei Bedarf durchgeführt. Für südwärts fahrende schwere Züge aus Sambia über Victoria Falls erfolgte hier ein Lokwechsel von den Garratts der Baureihe 15 auf die besonders leistungsfähige Baureihe 20, da der Streckenverlauf bis Dete sehr kurvenreiche schwierige Steigungsrampen aufweist.
Der Bahnhofsname ist zurückzuführen auf A. R. Thomson Esq., der über viele Jahre General Manager der Wankie Colliery war.

## Galerie

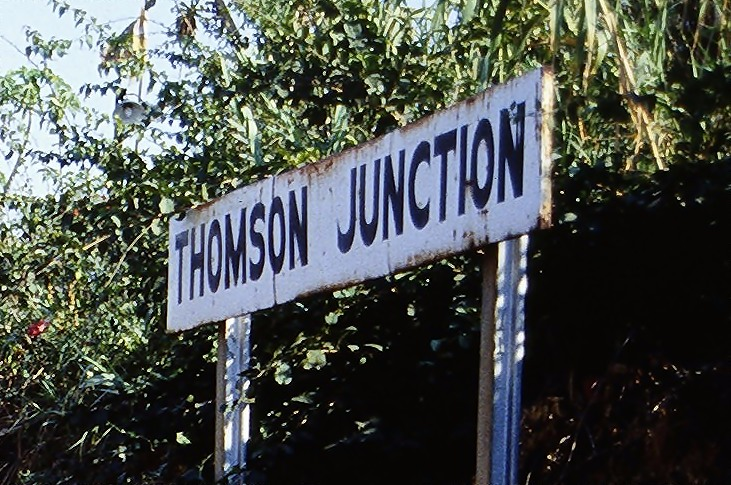
Bahnhofsschild von Thomson Junction
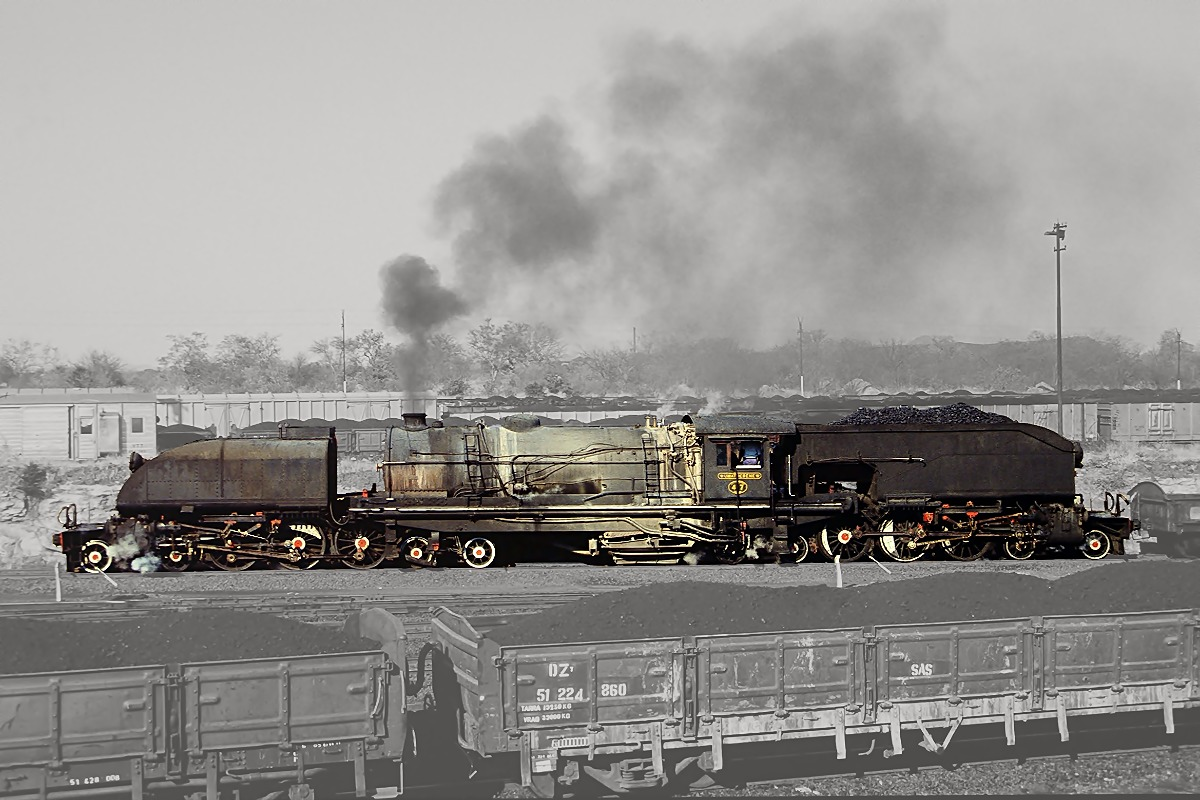
Güterzug aus Victoria Falls im Bahnhof Thomson Junction